# Radovanje (Oriovac)
Radovanje falu Horvátországban, Bród-Szávamente megyében. Közigazgatásilag Oriovachoz tartozik.

## Fekvése
Bródtól légvonalban 18, közúton 22 km-re nyugatra, Pozsegától   légvonalban 20, közúton 31 km-re délre, községközpontjától 1 km-re keletre, Szlavóniában, a Dilj-hegység délnyugati lejtői alatt, az Újgradiskát Bróddal összekötő főút mentén, a Radovanjski-patak partján fekszik. Itt halad át az A3-as (Zágráb-Lipovac) autópálya és a Zágráb-Vinkovci vasútvonal is. A falu feletti a Sanić nevű magaslat uralja a látképét.

## Története
A település a 17. század legvégén, vagy a 18. század elején keletkezett. 1698-ban még nem szerepel a kamarai összeírásban a felszabadított szlavóniai települések között. 1730-ban a vizitáció szerint 15 ház és a Szent Bertalan kápolna állt a faluban. 1746-ban már csak 7 háza volt, lakói Oriovacra temetkeztek. 1760-ban 10 házban, 19 családban 88 fő lakott a településen.
Az első katonai felmérés térképén „Radovanie” néven található. A gradiskai ezredhez tartozott. Lipszky János 1808-ban Budán kiadott repertóriumában „Radovanje” néven szerepel. Nagy Lajos 1829-ben kiadott művében „Radovanye” néven 17 házzal, 98 katolikus vallású lakossal találjuk. A katonai közigazgatás megszüntetése után 1871-ben Pozsega vármegyéhez csatolták. A 19. század végén és a 20. század elején főként Likából katolikus horvát és pravoszláv szerb családok települtek be.
A településnek 1857-ben 110, 1910-ben 302 lakosa volt. Az 1910-es népszámlálás szerint lakosságának 94%-a horvát, 4%-a szerb anyanyelvű volt. Pozsega vármegye Bródi járásának része volt. Az első világháború után 1918-ban az új szerb-horvát-szlovén állam, majd később (1929-ben) Jugoszlávia része lett. A település 1991-től a független Horvátországhoz tartozik. 1991-ben lakosságának 93%-a horvát, 4%-a szerb nemzetiségű volt. 2011-ben 288 lakosa volt.

## Lakossága
| Lakosság változása | Lakosság változása | Lakosság változása | Lakosság változása | Lakosság változása | Lakosság változása | Lakosság változása | Lakosság változása | Lakosság változása | Lakosság változása | Lakosság változása | Lakosság változása | Lakosság változása | Lakosság változása | Lakosság változása | Lakosság változása |
| ------------------ | ------------------ | ------------------ | ------------------ | ------------------ | ------------------ | ------------------ | ------------------ | ------------------ | ------------------ | ------------------ | ------------------ | ------------------ | ------------------ | ------------------ | ------------------ |
| 1857               | 1869               | 1880               | 1890               | 1900               | 1910               | 1921               | 1931               | 1948               | 1953               | 1961               | 1971               | 1981               | 1991               | 2001               | 2011               |
| 110                | 137                | 178                | 226                | 292                | 302                | 269                | 368                | 402                | 434                | 415                | 415                | 369                | 348                | 355                | 288                |

## Gazdaság
A helyi gazdaság alapja hagyományosan a mezőgazdaság, a szőlőművelés és az állattartás. A faluban 3 kisvállalkozás, egy vállalat (EKOPLAST d.o.o.) és 8 családi gazdaság működik.

## Nevezetességei
Keresztelő Szent János tiszteletére szentelt római katolikus kápolnája az oriovaci Szent Imre plébánia filiája.